# Alhões, Bustelo, Gralheira e Ramires
Alhões, Bustelo, Gralheira e Ramires (llamada oficialmente União das Freguesias de Alhões, Bustelo, Gralheira e Ramires) es una freguesia portuguesa del municipio de Cinfães, distrito de Viseu.

## Historia
Fue creada el 28 de enero de 2013 en aplicación de una resolución de la Asamblea de la República de Portugal promulgada el 16 de enero de 2013 con la unión de las freguesias de Alhões, Bustelo, Gralheira y Ramires, pasando su sede a estar situada en la antigua freguesia de Gralheira.

## Demografía
| Gráfica de evolución demográfica de Alhões, Bustelo, Gralheira e Ramires entre 2011 y 2021 |
|                                                                                            |
| Datos según el nomenclátor publicado por el INE portugués.                                 |